# Farhad Vladi
Farhad Vladi (ur. 1945) – niemiecki przedsiębiorca pochodzenia irańskiego. Jest właścicielem firmy Vladi Private Islands, założonej w 1970 w Hamburgu, będącej światowym liderem w branży handlu wyspami. Od momentu założenia sprzedał ponad 1800 wysp na Karaibach, w Polinezji i w innych zakątkach świata.